# 杨涵
杨涵（1920年12月—2014年3月7日），生于浙江温州，原名桂森，字志刚，笔名寒水、易水。中华人民共和国艺术家。
担任上海人民美术出版社副总编、副社长，曾经举办数次画展。中国美术家协会会员、上海连环画研究会会长、上海版画家协会副会长，作品有《修运河水闸》、《淮海战役——围攻陈官庄》、《杨涵木刻》、《杨涵山水画选》、《杨涵文集》等。